# Coiffe gâble

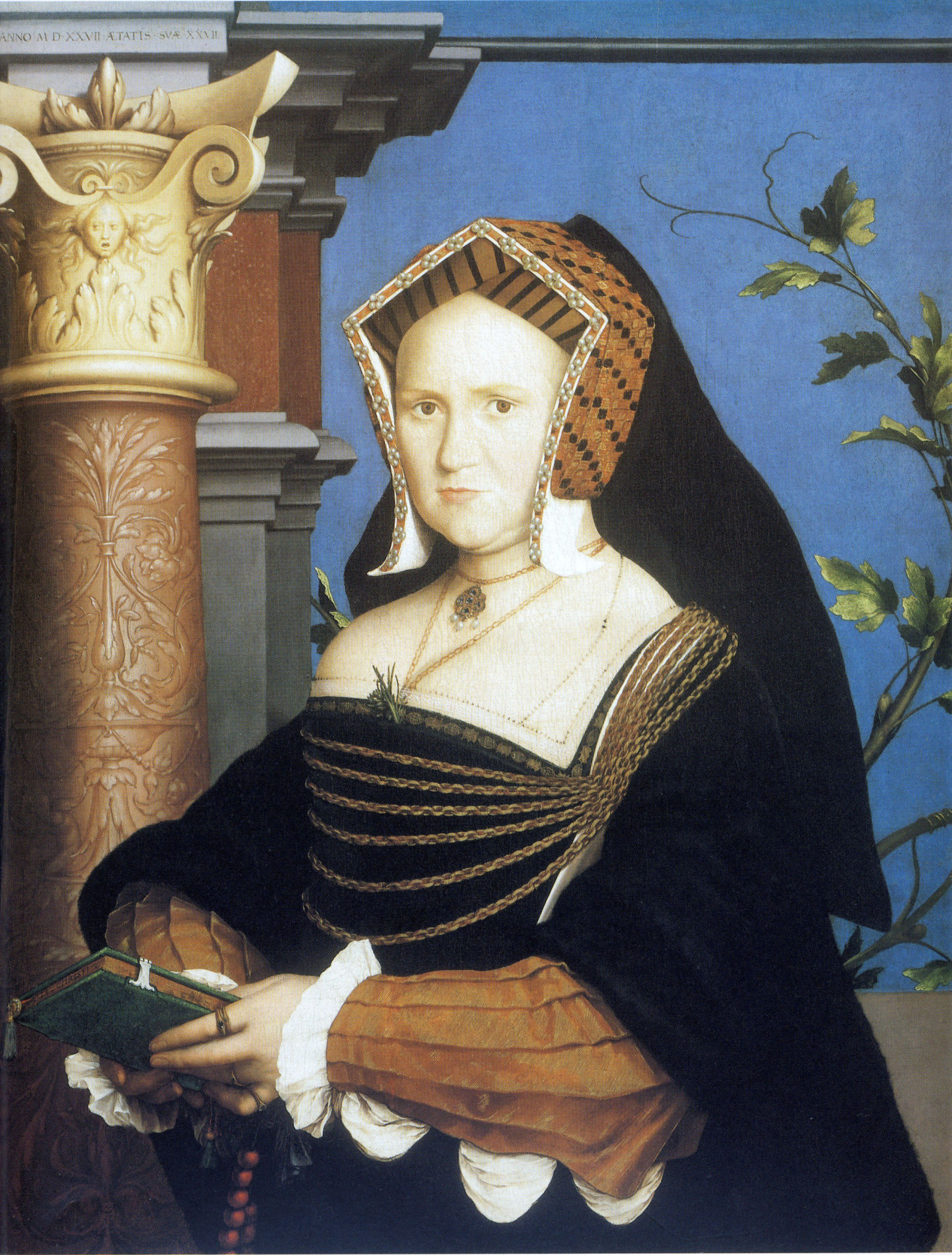
Mary Wotton, Lady Guildford, portant une coiffe gâble avec des lappets épinglés et un voile suspendu. Hans Holbein le Jeune, 1527.

Une coiffe gâble ou une coiffe anglaise est une coiffe de femme anglaise de la première moitié du XVIe siècle, nommée en référence au gâble d'une maison. La cape bretonne contemporaine avait des contours arrondis et, contrairement à la coiffe gâble, laissait voir la partie avant des cheveux.
À l'origine une simple coiffe pointue avec des panneaux latéraux décorés appelés lappets et un voile à l'arrière, la coiffe gâble est devenu au fil du temps une construction complexe renforcée de bougran, avec un dos en forme de boîte sur lequel étaient fixés, à un angle un peu inférieur à 90 degrés, deux longs pans de voile ; les voiles suspendus et les lappets pouvaient être épinglés de différentes manières pour créer des coiffes complexes.
En moyenne, elle se composait de quatre parties : la pâte, les lappets, le voile et les bijoux décoratifs (pour les plus aristocratiques uniquement). La pâte était une version blanche et raidie de la coiffe, avec des cordons à l'arrière pour s'ajuster à la tête de celle qui la portait. Ensuite, les lappets étaient épinglés à la pâte et laissés pendre ou épinglés sur le côté de la tête. Ensuite, le voile. Les bijoux étaient montés sur une base rigide qui pouvait être cousue à la pâte, agissant non seulement comme décoration, mais aussi comme renfort de la structure. Une sous-coiffe en soie rayée pouvait également être portée pour couvrir entièrement les cheveux.

## Galerie

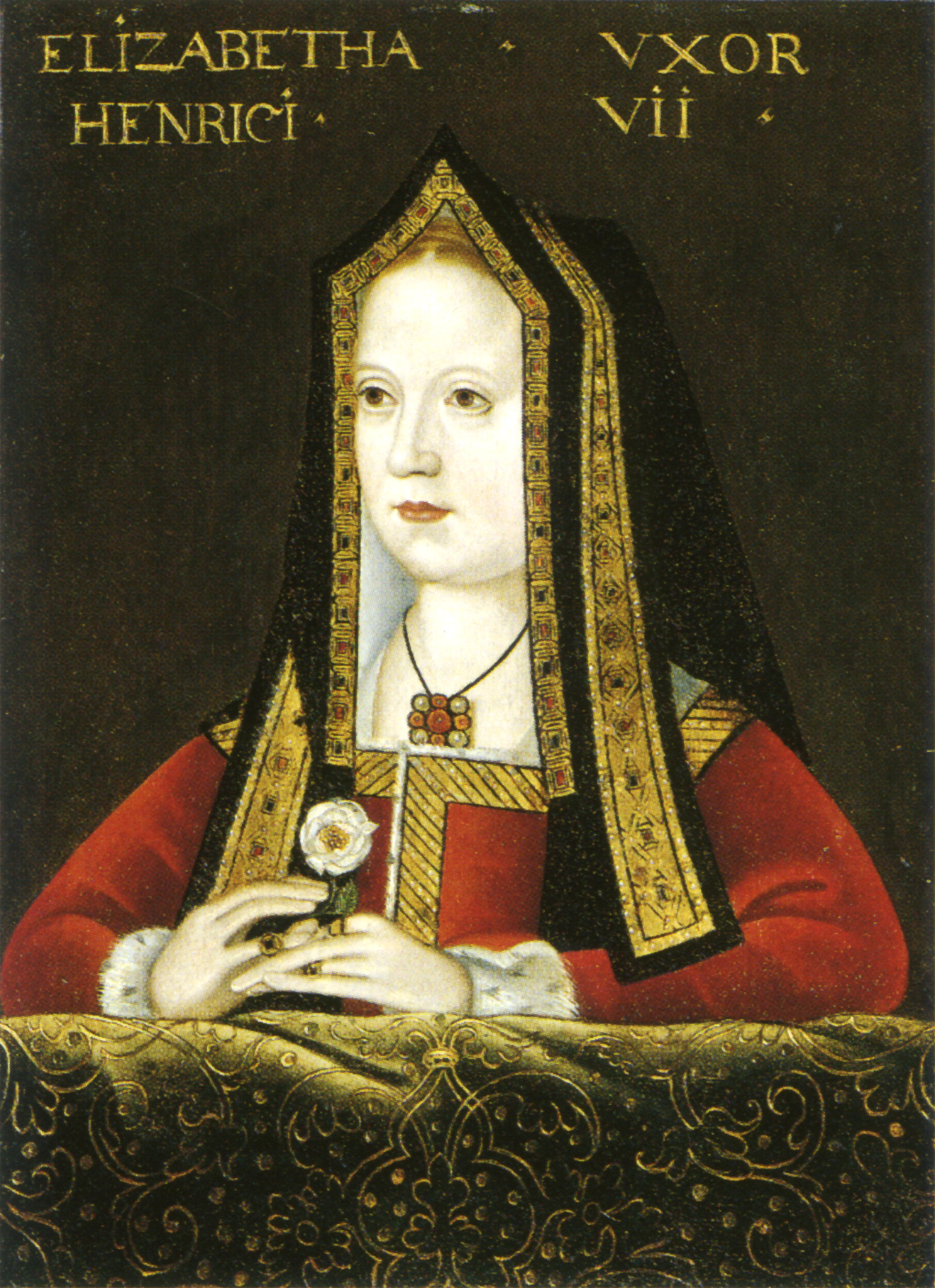
Première coiffe gâble : Élisabeth d'York vers 1500.
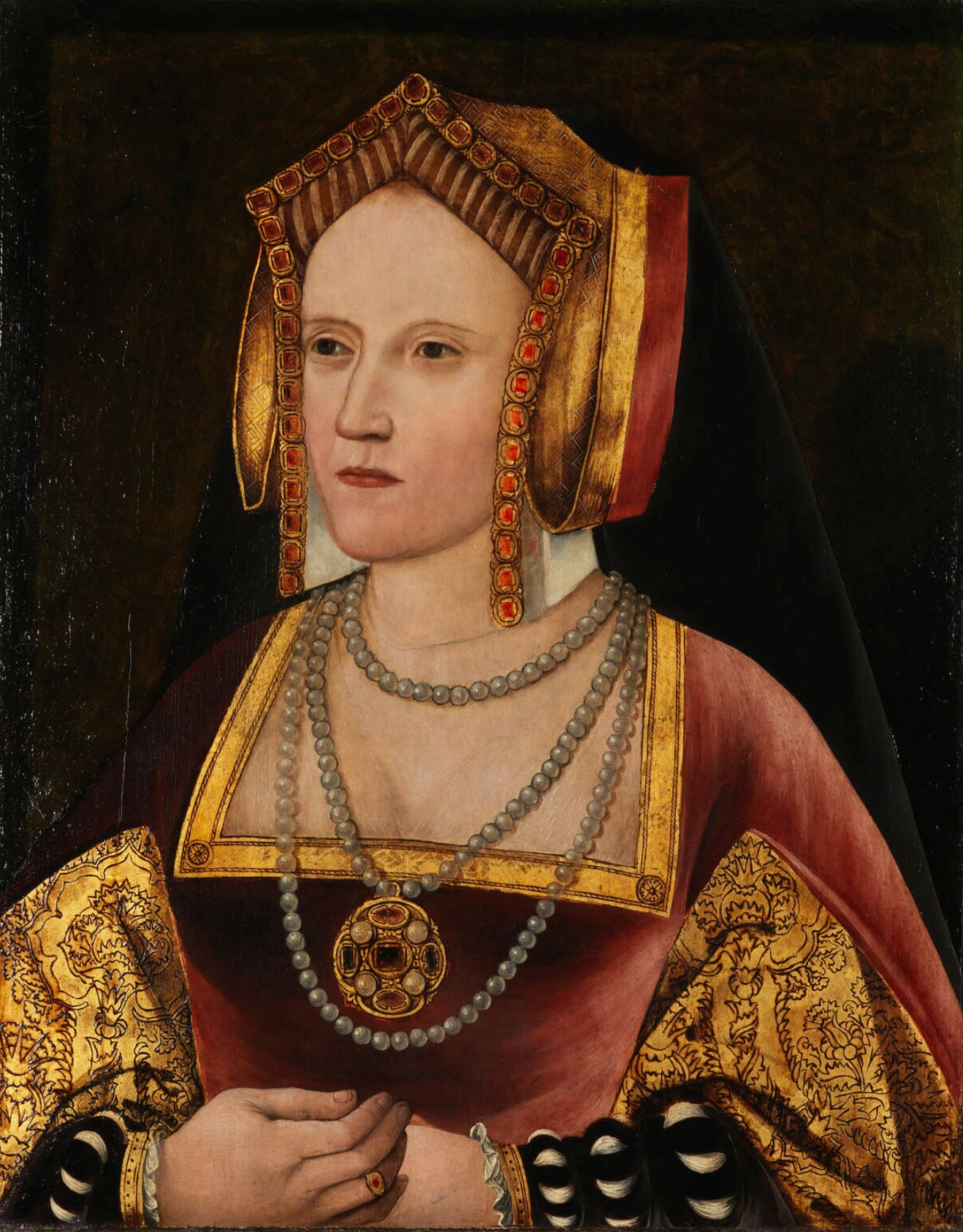
Catherine d'Aragon portant une coiffe gâble.
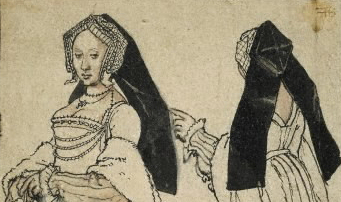
Vues avant et arrière d'une coiffe gâble vers 1528-30. Détail d'un dessin de Holbein.
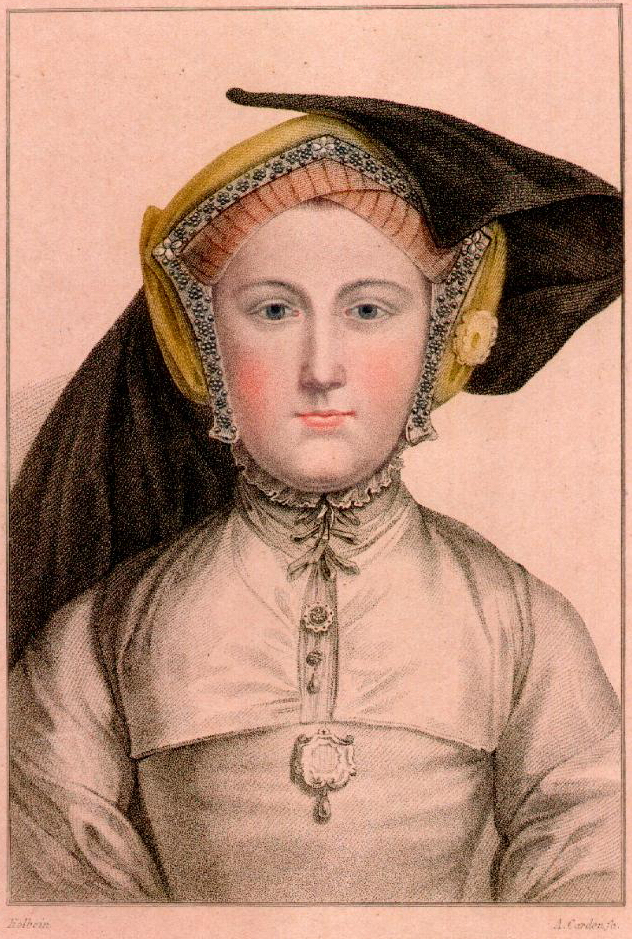
Coiffe gâble (gravure d'après Holbein vers 1535).
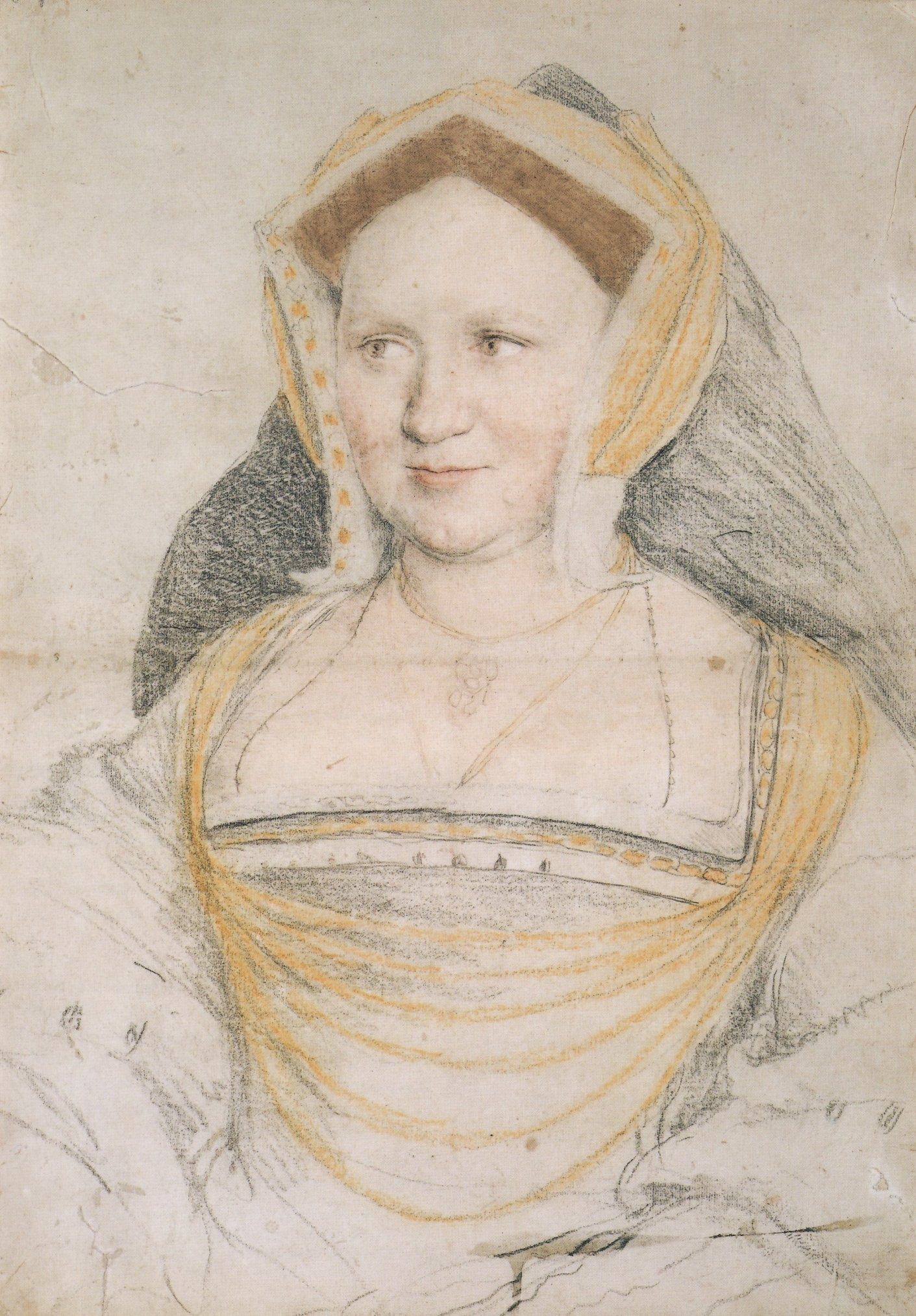
Mary, Lady Guildford, Hans Holbein.
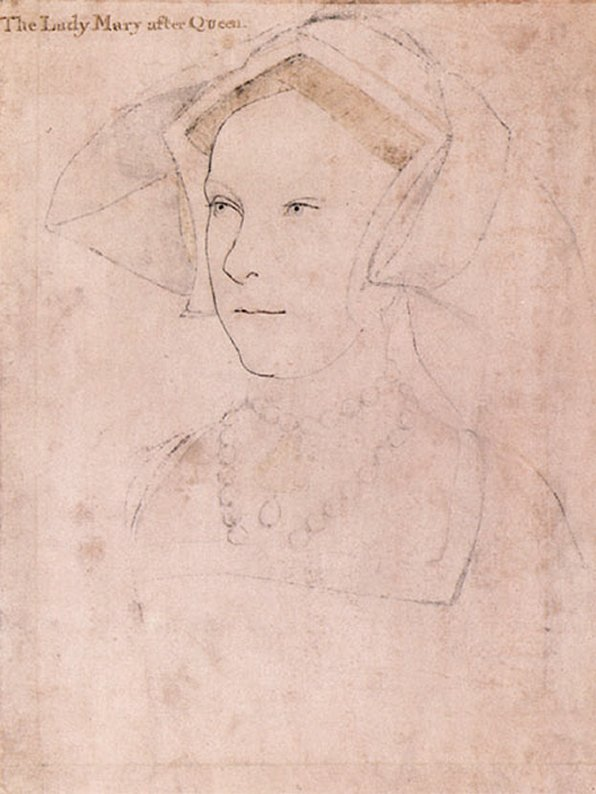
Lady Marie par Hans Holbein.

## Sources
- (en) Jane Ashelford, The Art of Dress : Clothes and Society – 1500-1914 [« L'Art de s'habiller : Vêtements et Société – 1500–1914 »], Abrams, 1996, 320 p. (ISBN 0-8109-6317-5)
- Ashelford, Jane : Une histoire visuelle du costume : Le seizième siècle , Drama Books, 1983.  (ISBN 0-89676-076-6)